# The Black Wall Street Records
The Black Wall Street Records é uma gravadora fundada por The Game e seu meio-irmão Big Fase 100 em 2002.

## Artistas
- The Game - Rapper e um ator de Compton, Califórnia, e fundador da The Black Wall Street.
- Juice - Rapper de Phoenix, Arizona. Assinado a Black Wall Street após dar a The Game sua demo enquanto The Game foi passear no Arizona. Foi recentemente lançado a sua mixtape de estréia Death Certificate hospedado por DJ Skee.[1]
- Clyde Carson - Um rapper de Oakland e membro do grupo de rap The Team, Clyde Carson é assinado com a Black Wall Street através da Capitol Records. Ele está atualmente trabalhando em seu álbum de estreia "Theatre Music", que deverá ser lançado em 2008 e já tem um single lançado intitulado "Doin Dat" com participação de Sean Kingston.
- South Sider

## Artistas afiliados
- Ya Boy - Embora nunca oficialmente assinado com a Black Wall Street, Ya Boy afirmou que ele tem uma forte relação com The Game.[2]
- Big J - Este artista europeu é afiliado com a Black Wall Street e faz parte do movimento BWS Europe. Ele conheceu The Game em 2007, em uma turnê na Europa e, desde então, publicou um mostruário de uma mixtape para sua música.
- VL Mike - Anteriormente parte do grupo Chopper City of Boyz fez várias aparições com The Game e está a ser dito que irá assinar com a Black Wall Street e também a trabalhar em um álbum solo.
- Black Boy

## DJs e produtores
- Ervin EP Pope[1]
- Nu Jerzey Devil
- DJ Skee
- Tre Beats[1]
- DJ Haze
- DJ Kris-Stylez[1][3]
- DJ Maaleek[4]

## Discografia
- The Black Wall Street Journal Vol. 1[5]

- BWS Radio Vol. 1[6]

- Black Wall Street Radio Vol. 2[7]

- BWS Radio Vol. 3 (Free Game)[8]